# Vilém Gustav Brož
Vilém Gustav Brož (také Vilím Gustav Brož *28. srpna 1861 Labská Týnice, dnes Týnec nad Labem – †13. prosince 1915 Tuzla) byl český hudební skladatel, dirigent a pedagog.

## Život
Studoval hudbu na varhanické škole v Praze. Po studiích působil jako divadelní kapelník v Mariboru (1880) a tři roky v Innsbrucku. Následně pracoval jako učitel hudby, varhaník a dirigent v Senji (kolem 1887–1890), v Sušaku (dnešní Rijece) a v Travniku. Na počátku 20. století přesídlil do Bosny a Hercegoviny – nejprve vyučoval v Travniku a Sarajevu (v roce 1908 zde inicioval otevření soukromé hudební školy), od roku 1906 se usadil v Tuzle. V Tuzle také 13. prosince 1915 zemřel.

## Hudební činnost
Brož se proslavil především jako skladatel tamburašské hudby. Během svého působení složil více než 200 skladeb, z nichž většina byla určena pro tamburašské orchestry. Jeho díla patří mezi první původní kompozice pro Farkaš systém. Kromě dirigování orchestrů a výuky mladých hudebníků komponoval četné valčíky, polky a pochody pro tamburašské ansámbly, často inspirované jihoslovanskými lidovými melodiemi. Kromě toho psal také chrámové písně, orchestrální skladby a varhanní kusy.

## Dílo
Mezi hlavní skladby Vilíma Gustava Brože patří:
- U posavskoj šumi – hudební obraz (suita) pro tamburašský orchestr (Sisak, 1910)
- Nazdravica mornara – fantazie pro tamburašský orchestr
- Spavaj slatko – tamburašská serenáda
- Dvije duše jedna misao – fantazie pro sólový brač a tamburašský orchestr
- Idylly a romance pro tamburu: Uspomena na Bledsko jezero, Bakine priče, U mislima a U šumi kraj Drine
- Pochody: Na braniku domovine, Sušačka koračnica, Naprijed a Pozdrav Travniku
- Koncertní valčíky: Na valovima Jadranskog mora, U slatkoj sanji a Na obali Save
- Stadlerova koračnica – pochod pro klavír (1907), napsaný na počest 25. výročí biskupské služby dr. Josipa Stadlera[6]

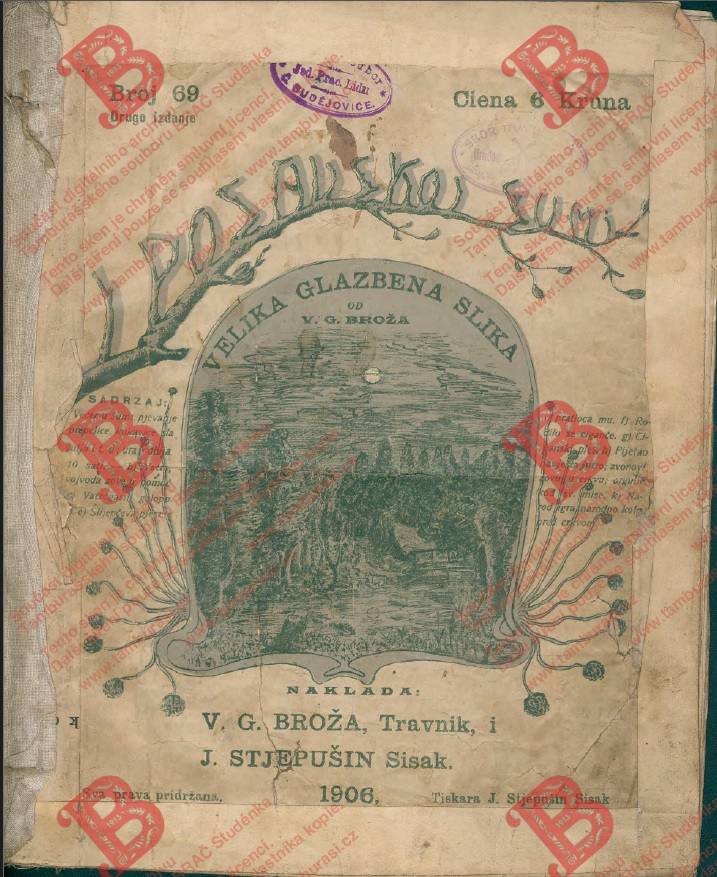
U posavskoj šumi - digitální archiv Tamburašského souboru Brač

Důležité: Tato díla spolu s dalšími Brožovými kompozicemi patří k základnímu repertoáru tamburašských orchestrů a jsou považována za průkopnická v rozvoji tamburašské hudby.

## Odkaz
Vilím Gustav Brož je v domácím i jihoslovanském kontextu vnímán jako významná hudební osobnost. V Týnci nad Labem se řadí mezi slavné rodáky. Díky svému působení na Balkáně a rozsáhlé skladatelské činnosti vytváří historický most mezi českou a jihoslovanskou hudební tradicí tambury. Jeho skladby zůstávají součástí repertoárů tamburašských orchestrů i v současnosti – například v Praze uvedl Tamburaško društvo "Gaj" Zagreb v roce 2016 jeho lidovou úpravu „Uspomena na Zlatni Prag“.
Brožův odkaz je zejména významný pro české hudební prostředí jako příklad umělce z českého venkova, který prosadil české jméno v chorvatsko-bosenské tamburašské kultuře. Jeho skladby se staly nedílnou součástí repertoáru tamburašských souborů a dokumentují raný vývoj tohoto hudebního žánru. Jsou vydávány (tiskem v Sisaku) a hrány jako součást lidové tradice.
Tamburašský soubor Brač ze Studénky – poslední aktivní český tamburašský orchestr založený v roce 1913 – udržuje v repertoáru řadu Brožových skladeb. Některé z nich soubor nahrál na svá CD, čímž pomáhá šířit Brožův hudební odkaz i v současnosti.
1. 1 2 3 4 5 6 7   BROŽ, Vilim Gustav - Hrvatski biografski leksikon. hbl.lzmk.hr [online]. [cit. 2025-08-10]. Dostupné online.
2. 1 2 3 4 5   Český hudební slovník. slovnik.ceskyhudebnislovnik.cz [online]. [cit. 2025-08-10]. Dostupné online.
3. 1 2 3   Vilém Gustav Brož (1861-1915): Týnec nad Labem. www.tynecnadlabem.cz [online]. [cit. 2025-08-10]. Dostupné online.
4. 1 2  ZULIĆ, Miradet. MUZIČARI U SJEVEROISTOČNOJ BOSNI U PERIODU OD 1878. DO 1941. GODINE [online]. [cit. 2025-08-10]. Dostupné online.
5. ↑   Další zajímavosti o Týnci nad Labem. www.marinatynec.cz [online]. [cit. 2025-08-10]. Dostupné online.
6. ↑   Održan humanitarni koncert i prodajna izložba za djecu Stadlerovog dječjeg doma „Egipat“. Sestre Služavke Maloga Isusa [online]. [cit. 2025-08-10]. Dostupné online.
7. ↑  KLAJZNER, IVANA. OSTAVŠTINA HRVATSKOG PJEVAČKOG DRUŠTVA „KOLO“ U DRŽAVNIM ARHIVIMA S POSEBNIM OSVRTOM NA SREĐIVANJE NJIHOVA FONDA U HRVATSKOM DRŽAVNOM ARHIVU I DETALJAN PREGLED DIJELA FONDA U DRŽAVNOM ARHIVU U ZAGREBU [online].  ZAGREB: FILOZOFSKI FAKULTET SVEUČILIŠTA U ZAGREBU, ODSJEK ZA INFORMACIJSKE I KOMUNIKACIJSKE ZNANOSTI, 2018-00-00 [cit. 2025-08-10]. [/https://core.ac.uk/download/pdf/198169833.pdf Dostupné online].
8. ↑   Zabava muške i ženske podružnice u pazinu. NAŠA SLOGA [online]. Pula, 7.junija 1906 [cit. 2025-08-10]. Dostupné online.
9. ↑   „Hudební vazby“ / „Glazbene spone” | Novoměstská radnice Praha. www.nrpraha.cz [online]. [cit. 2025-08-10]. Dostupné online.
10. ↑  GELNAR, Milan. Kronika Tamburašského souboru BRAČ Richarda Gelnara Studénka 1913-2003. 2003. vyd. Studénka: Městské kulturní středisko Studénka, 2003. 55 s. S. 31-32.
11. ↑   Tamburašský soubor Brač ze Studénky. www.tamburasi.cz [online]. [cit. 2025-08-10]. Dostupné online.